# 기장 (비행사)

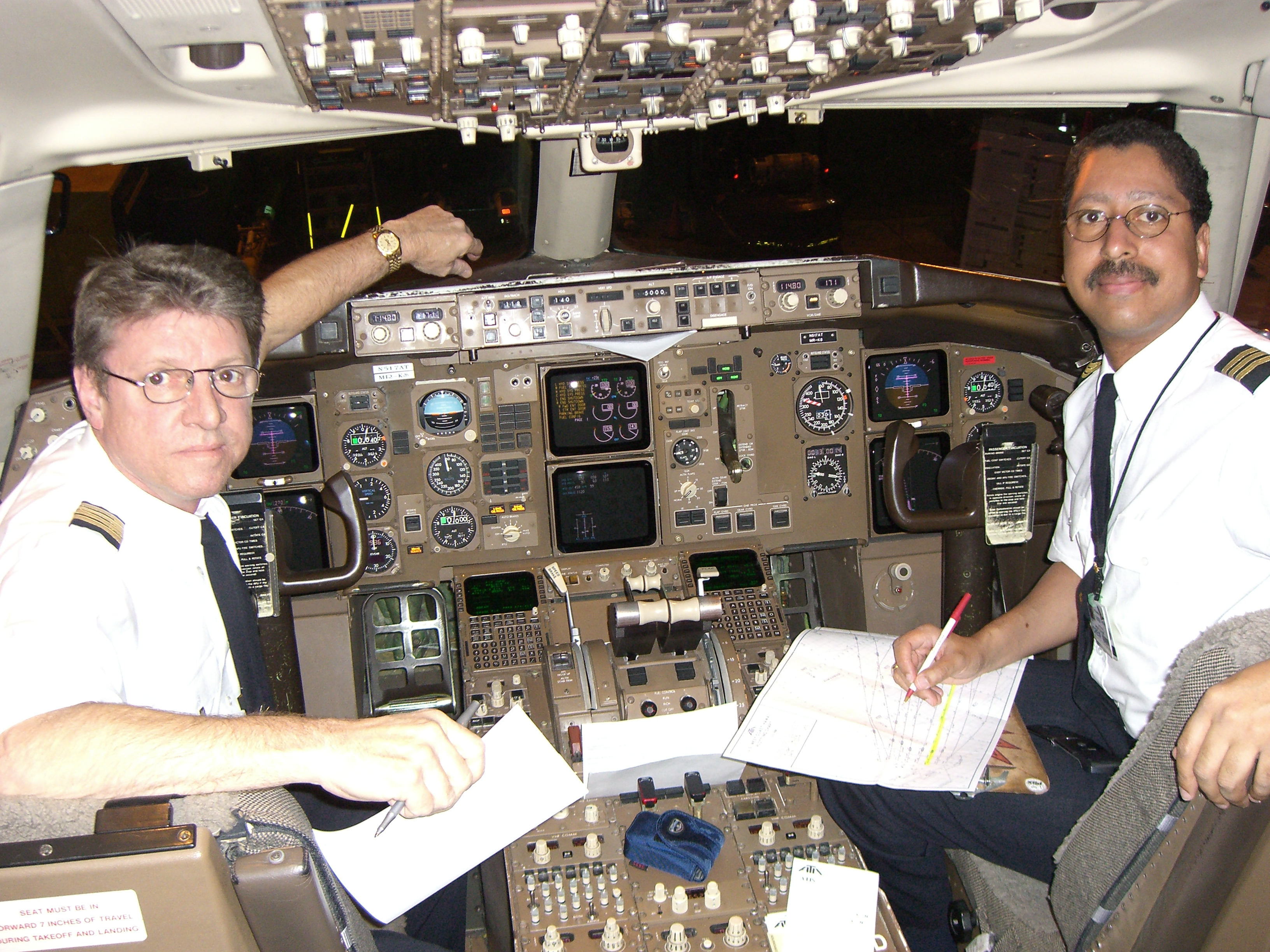
기장은 일반적으로 왼쪽 좌석에 앉는다.

기장(機長) 민간 항공기에서 최고 비행사. 비행하는 동안 조작과 안전에 궁극적으로 책임을 지는 사람이다.
PIC에 대한 법적 정의는 나라마다 조금씩 다를 수 있다. 유엔의 기관인 국제 민간 항공 기구는 다음과 같이 정의한다: "파일럿은 비행을 하는 동안 항공기의 조작과 안전에 책임을 진다".

## 같이 보기
- 선장